# Fédéralisme d'ouverture
Le Fédéralisme d'ouverture est une idéologie créée durant la campagne électorale fédérale canadienne de 2006 par les stratèges du Parti Conservateur, probablement en connexion avec le Parti libéral du Québec.